# Rezolucja Rady Bezpieczeństwa ONZ nr 1701
Rezolucja Rady Bezpieczeństwa ONZ nr 1701 została uchwalona 11 sierpnia 2006 i była nadana w celu zakończenia II wojny libańskiej.
Rezolucja została jednomyślnie zatwierdzona przez RB ONZ 11 sierpnia 2006. 12 sierpnia lider Hezbollahu wezwał bojówki do respektowania zawieszenia broni. Powiedział też, że jeśli izraelska ofensywa ustanie, to ugrupowanie zaprzestanie ataków rakietowych nękających północne terytoria Izraela. 13 sierpnia izraelski rząd stosunkiem głosów 24-0 przy jednym wstrzymującym się zaaprobował rezolucję. Zawieszenie broni zaczęło obowiązywać od godz. 8:00 14 sierpnia 2006.

## Rezolucja
Na mocy rezolucji strony zobowiązały się do:
- zaprzestania działań wojennych
- wycofania się izraelskich żołnierzy z południowego Libanu i powiększenie kontyngentu UNIFIL
- rozbrojenia Hezbollahu
- objęcia pełnej kontroli nad terytorium Libanu przez tamtejszy rząd
- zdemilitaryzowanie terenów położonych na południe od rzeki Litani z bojówek
- uwolnienia jeńców wojennych

Rezolucja nakazywała także wprowadzenie w życie regulacji rezolucji nr 1559 z 2004 i nr 1680 z 2006. Rezolucje te wzywały do rozbrojenia wszystkich grup zbrojnych na terytorium Libanu.

## Reakcje nt. rozbrojenia Hezbollahu
14 sierpnia przywódca Hezbollahu, Hassan Nasrallah, powiedział w telewizji Al-Manar, że nie jest za rozbrojeniem Hezbollahu, ponieważ armia libańska nie jest wystarczająco silna, by bronić kraju. W tym samym czasie minister obrony Libanu Elias Murr, poinformował, iż wojsko narodowe nie będzie brało udziału w rozbrajaniu bojówki.
Kraje ONZ odrzuciły odpowiedzialność za rozbrojenie Hezbollahu. Izrael zaznaczył, że jeśli Hezbollah nie zostanie rozbrojony, to wznowi działania w Libanie.

## UNIFIL
UNIFIL na terenie południowego Libanu działał od 1978. Przed wybuchem II wojny libańskiej stacjonowało tam 1990 żołnierzy z Chin, Francji, Ghany, Indii, Irlandii, Włoch, Polski i Ukrainy, a także obserwatorów wojskowych i około 400 pracowników cywilnych. 
8 stycznia 2007 kontyngent wynosił ponad 10 tys. żołnierzy:
- Włochy (2 415 żołnierzy),
- Francja (2 tys.),
- Niemcy (1,5 tys.),
- Indie (878),
- Indonezja (850),
- Ghana (660),
- Belgia (375),
- Polska (319),
- Nepal (234),
- Grecja (225),
- Malezja (220),
- Chiny (190),
- Irlandia (164),
- Holandia(161),
- Portugalia (146),
- Norwegia (134),
- Dania (78),
- Finlandia (20),
- Węgry (4),
- Luksemburg (2),
- Gwatemala (1).

## Naruszenia rezolucji
Kilka miesięcy po wprowadzeniu rezolucji w życie Izrael naruszał przestrzeń powietrzną Libanu. Hezbollah nie został rozbrojony, a stał się w kolejnych latach główną siłą na libańskiej scenie politycznej. Jego zbrojne ramię dokonywało ataków rakietowych na terytorium Izraela.